# Mariä-Entschlafens-Kathedrale (Tulaer Kreml)

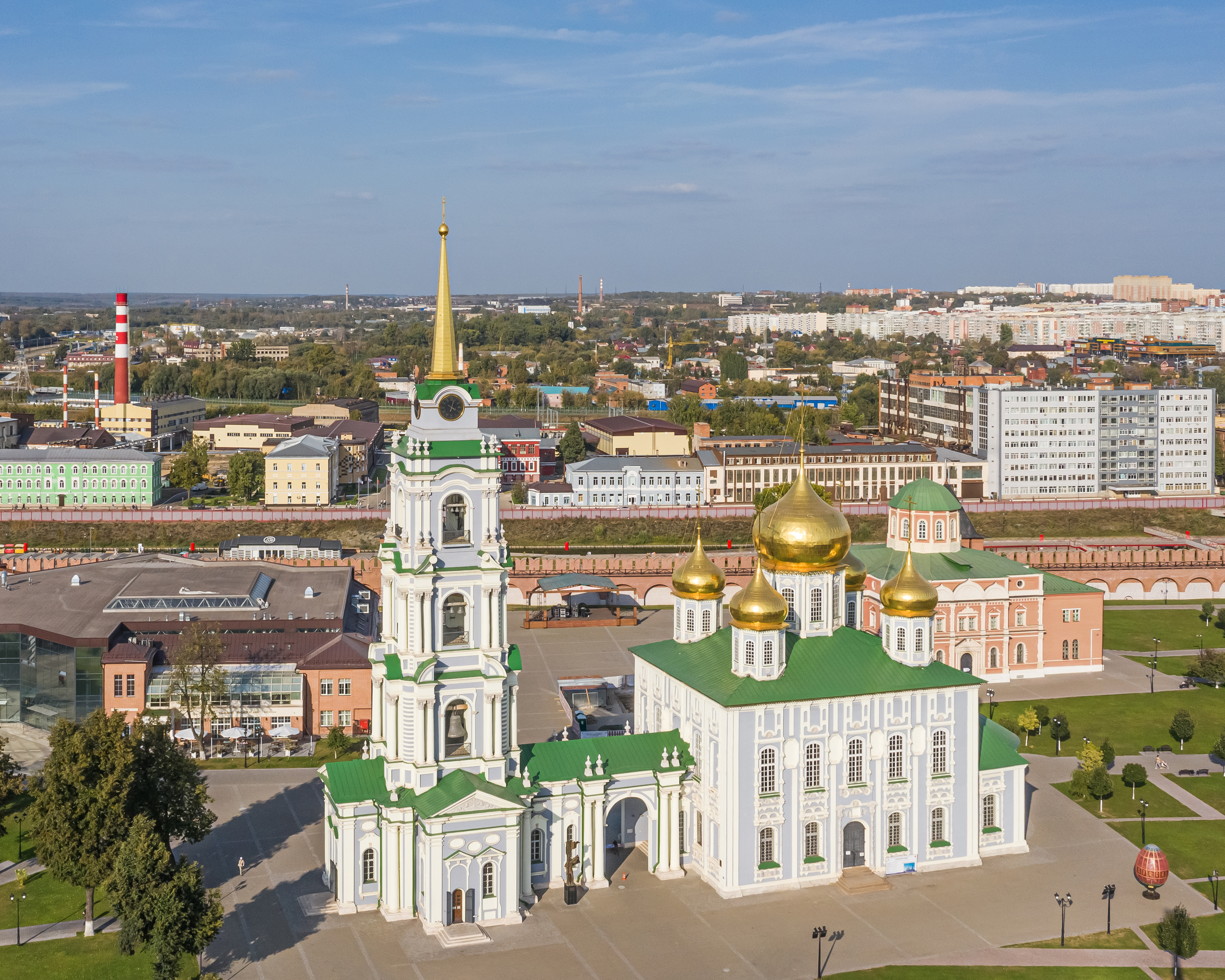
Die Mariä-Entschlafens-Kathedrale im Tulaer Kreml

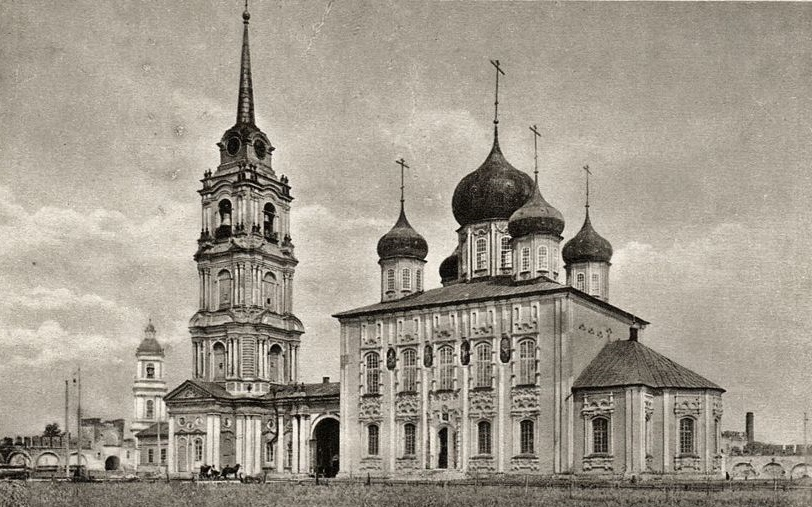
Die Kathedrale Anfang des 20. Jahrhunderts

Die Mariä-Entschlafens-Kathedrale (russisch Успенский собор) ist eine russisch-orthodoxe Kathedrale in der Stadt Tula in Russland. Sie befindet sich im Tulaer Kreml nahe dem Eingang vom Kasaner Turm aus und ist zugleich das bekannteste Kirchengebäude der Stadt. Erbaut wurde die Kathedrale von 1762 bis 1766.

## Geschichte
Seit der Anlage der Tulaer Kremls im frühen 16. Jahrhundert existierten mehrere kleinere Vorgängerbauten. Mit dem Bau der heutigen Kirche wurde am 7. Mai 1762 begonnen. Nach nur 183 Tagen war das Gebäude bereits von außen fertiggestellt. Die Weihe folgte aber erst am 19. Oktober 1766.
Sechs Jahre später wurde mit dem Bau eines Glockenturms begonnen. Dieser wurde 1781 vollendet. In dem 70 Meter hohen Turm wurden 22 Glocken aufgehängt. An ihn schlossen sich zwei kleine Kapellen an, von denen eine Johannes Chrysostomos geweiht war. Innen wurde die Kathedrale von 1765 bis 1767 von den berühmten Jaroslawler Malern bemalt.
In der Sowjetzeit wurde sie geschlossen und diente als Lagerhaus. 1936 brach im Glockenturm ein Feuer aus und er musste schließlich abgerissen werden.
1991 wurde die Mariä-Entschlafens-Kathedrale wieder der Diözese Tula übergeben.

## Beschreibung
Das Gebäude auf quadratischem Grundriss ist aus rotem Backstein errichtet und trägt in der Mitte einen großen Zwiebelturm, den vier kleinere in den Ecken umgeben. Berühmt ist die Ausstattung der Kirche, besonders die Wandmalereien, deren Anfertigung durch 36 Malermeister aus Jaroslawl nach der Fertigstellung des Gebäudes noch zwei Jahre dauerte.